# Classe Gazelle
La classe Gazelle fu una classe di incrociatori leggeri della Kaiserliche Marine tedesca, composta da dieci unità entrate in servizio tra il 1901 e il 1904; i Gazelle furono la prima classe di incrociatori leggeri costruita in Germania, e funsero da base per tutte le successive classi di incrociatori leggeri tedeschi progettate nel primo decennio del Novecento.
I Gazelle videro nei primi anni di servizio un inteso impiego oltremare in compiti di rappresentanza e guarnigione delle colonie tedesche; benché ormai obsoleti e già in parte avviati alla radiazione, allo scoppio della prima guerra mondiale furono reimmessi in servizio principalmente con compiti di difesa costiera, e tre unità andarono perdute in combattimento. Dopo la radiazione del più vecchio di essi, i sei superstiti Gazelle passarono in servizio con la Reichsmarine servendo in compiti ausiliari e come navi scuola fino alla fine degli anni 1920, quando furono ritirati dal servizio; un'unità fu venduta al Regno di Jugoslavia, le altre furono demolite o reimpiegate in compiti statici come navi caserma o batterie antiaeree galleggianti durante la seconda guerra mondiale. L'ultimo dei Gazelle fu avviato alla demolizione nel 1954.

## Il progetto

### Caratteristiche generali

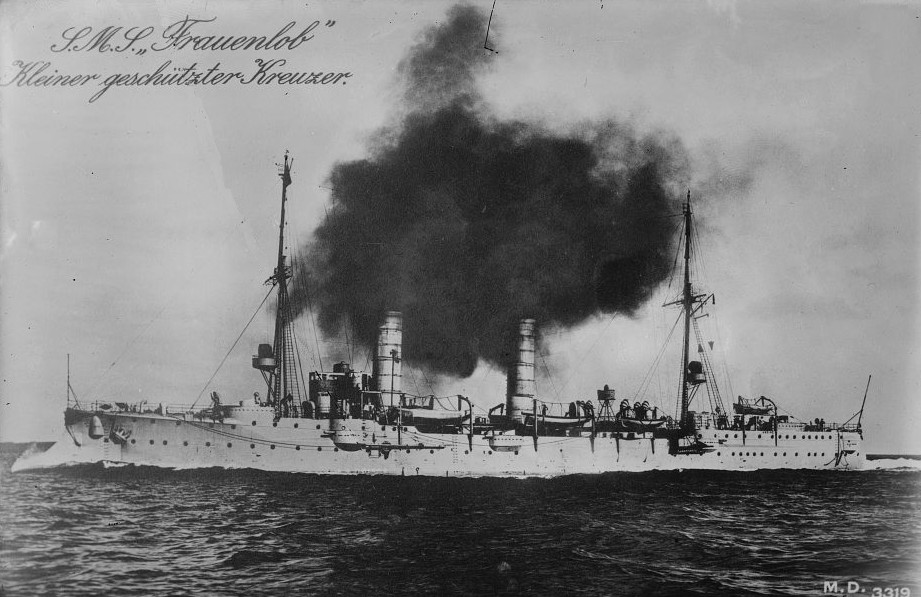
Il Frauenlob in navigazione

I Gazelle furono la prima moderna classe di incrociatori leggeri realizzata per conto della Marina imperiale tedesca, unità intese sia come esploratori per le esigenze di ricognizione della flotta d'alto mare che come incrociatori capaci di operazioni autonome in mari lontani. Il progetto dei Gazelle, che riprendeva quello di alcune realizzazioni intermedie come gli incrociatori sprotetti della classe Bussard, l'incrociatore singolo Gefion e l'avviso Hela, prevedeva una nave leggermente più piccola dei contemporanei incrociatori leggeri di altre marine militari, ma le unità erano in compenso robuste e potentemente armate per gli standard del periodo; le caratteristiche delle unità si rivelarono molto ben bilanciate per assolvere i compiti loro assegnati, e di conseguenza tutte le successive classi di incrociatori leggeri della Kaiserliche Marine ripresero il progetto dei Gazelle con solo poche modifiche fondamentali.
Lo scafo dei Gazelle era lungo tra 104,1 e 104,4 metri alla linea di galleggiamento e 105 metri fuori tutto; le prime sette unità avevano una larghezza di 12,2 metri e le altre tre di 12,4 metri, con un pescaggio che andava da 4,11 a 5,38 metri a prua e da 5,31 a 5,69 metri a poppa. Il dislocamento standard andava da 2.643 a 2.706 tonnellate, con quello a pieno carico di combattimento che saliva fino a 2.963-3.180 tonnellate. Gli scafi delle unità erano costruiti con telai in acciaio trasversali e longitudinali e pareti esterne in legno ricoperte con uno strato di metallo Muntz per prevenire la formazione di incrostazioni, esteso fino a un metro sopra la linea di galleggiamento. Lo scafo era diviso in dodici compartimenti a tenuta stagna e aveva un doppio fondo esteso per il 40% (46% nelle ultime tre unità) della lunghezza della chiglia.
Tutte e dieci le unità erano poco bilanciate e soggette a forte rollio, nonché tendenti a imbarcare acqua con il mare preso di prua; dopo la modernizzazione, svilupparono anche la tendenza a ruotare in presenza di forte vento. Ciononostante, le unità si rivelarono capaci di virate strette e molto maneggevoli, anche se con il mare grosso la loro velocità scendeva di un 65%; l'altezza metacentrica delle navi andava da 0,5 a 0,63 metri. L'equipaggio ammontava a 14 ufficiali e 243 sottufficiali e marinai, con le ultime tre unità che imbarcavano invece 14 ufficiali e 256 comuni; le dotazioni di bordo comprendevano una scialuppa di picchetto, un tender a vela, due cutter, due iolle e un dinghy.

### Propulsione

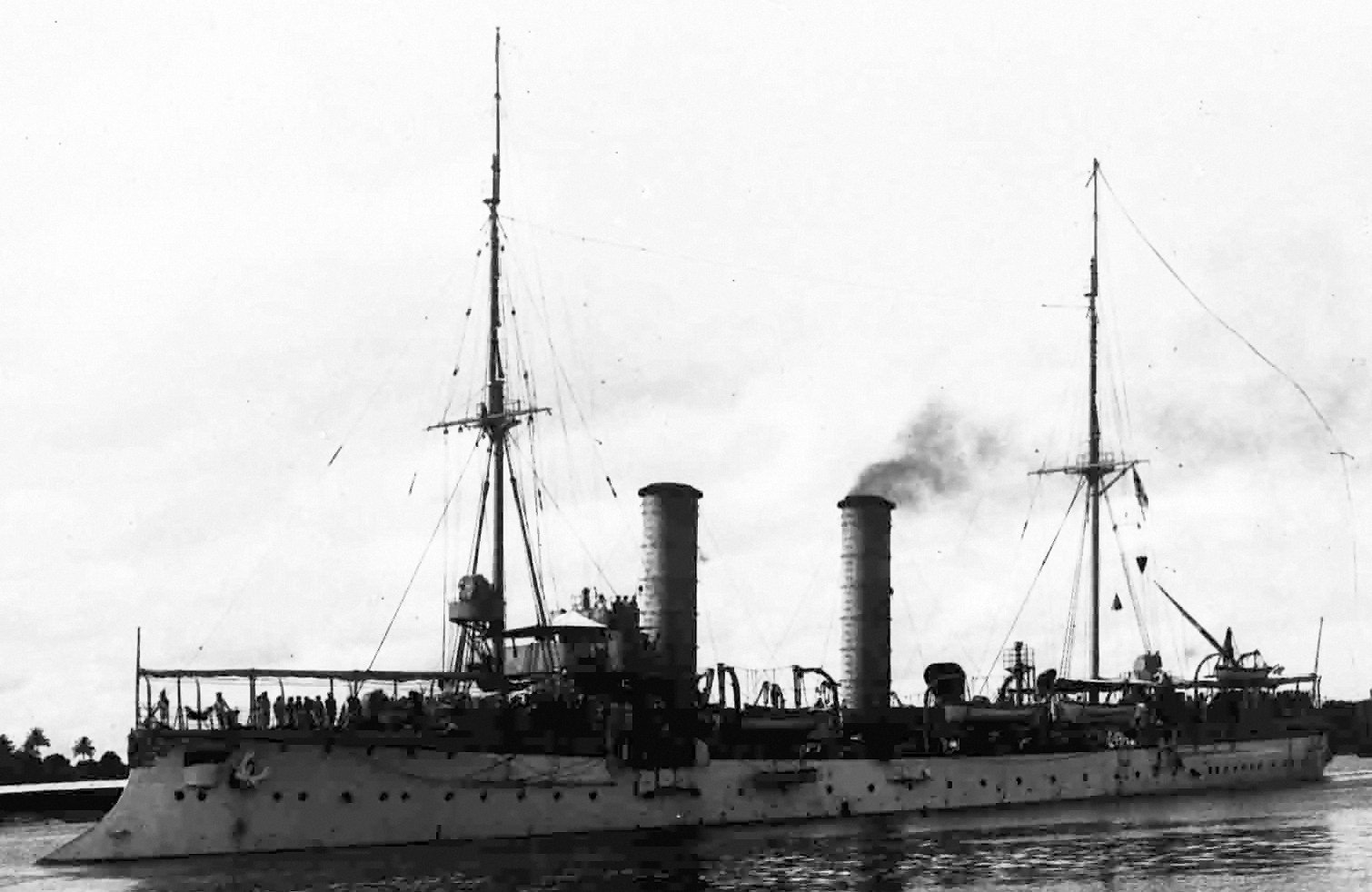
Il Thetis nel 1907

L'apparato propulsivo dei Gazelle si basava su due motori a vapore a tripla espansione; la capoclasse si dimostrò capace di una potenza di 6.000 cavalli vapore (4.500 kW) e di una velocità massima di 19,5 nodi (36,1 km/h), mentre le altre nove unità svilupparono una potenza di 8.000 cavalli vapore (6.000 kW) e una velocità massima di 21,5 nodi (39,8 km/h).
Il vapore per i motori era fornito da otto caldaie a tubi d'acqua alimentate a carbone, divise in due sale macchine distinte. Le prime tre unità potevano imbarcare 500 tonnellate di carbone che davano un'autonomia di 3.570 miglia nautiche alla velocità di 10 nodi (6.610 km a 19 km/h); le successive quattro navi potevano ospitare a bordo un poco più di carbone (560 tonnellate) che però incrementava solo leggermente l'autonomia, mentre le ultime tre unità avevano depositi più capienti che consentivano di imbarcare 700 tonnellate di carbone portando così l'autonomia a 4.400 miglia nautiche a 12 nodi (8.100 km a 22 km/h). L'alimentazione elettrica era data da tre generatori per un totale di 110 kW a 110 volt.

### Armamento e protezione
Le unità erano armate con dieci cannoni calibro 105 mm SK L/40, montati in installazioni singole: due affiancati a prua, sei lungo le fiancate tre per lato, e due affiancati a poppa; i pezzi avevano una gittata di 12.200 metri e una riserva di 100 colpi per cannone (150 nelle ultime tre unità). L'unità capoclasse ricevette anche tre tubi lanciasiluri da 450 mm con otto siluri: un tubo era immerso nello scafo a prua e due erano collocati in impianti sul ponte lungo le fiancate ; le altre nove unità furono equipaggiate con due tubi da 450 mm entrambi immersi nello scafo delle fiancate.
I Gazelle erano protetti da un ponte corazzato spesso tra i 20 e i 25 mm, con un'armatura inclinata spessa 50 mm lungo le fiancate; la corazzatura consisteva in due strati di acciaio con in mezzo uno strato di corazzatura Krupp, e le navi erano dotate anche di paratoie di sughero per aumentare galleggiabilità. La torre di comando era protetta da una corazzatura spessa 80 mm sulle fiancate e 20 mm sul tetto, mentre i cannoni avevano uno scudo corazzato spesso 50 mm.

## Unità
| Nome      | Impostazione | Cantiere                             | Varo             | Entrata in servizio | Destino finale |
| --------- | ------------ | ------------------------------------ | ---------------- | ------------------- | --- |
| Gazelle   | 1897         | Germaniawerft di Kiel                | 31 marzo 1898    | 15 giugno 1901      | gravemente danneggiato per l'urto con una mina il 26 gennaio 1916 nel mar Baltico e radiato dal servizio attivo; avviato alla demolizione nell'agosto 1920                                                                          |
| Niobe     | 1898         | AG Weser di Brema                    | 18 luglio 1899   | 25 giugno 1900      | radiato nel 1925, venduto alla Jugoslavia e rinominato Dalmacija; catturato dall'Italia nel 1941 e poi dalla Germania nel 1943, affondato da motosiluranti britanniche il 22 dicembre 1943 dopo essersi arenato sull'isola di Selve |
| Nymphe    | 1898         | Germaniawerft di Kiel                | 21 novembre 1899 | 20 settembre 1900   | radiato dal servizio attivo il 31 marzo 1931 e avviato alla demolizione |
| Thetis    | 1899         | Kaiserliche Werft Danzig di Danzica  | 3 luglio 1900    | 14 settembre 1901   | radiato dal servizio attivo il 27 marzo 1929 e avviato alla demolizione |
| Ariadne   | 1899         | AG Weser di Brema                    | 10 agosto 1900   | 19 maggio 1901      | affondato da unità navali britanniche il 28 agosto 1914 durante la battaglia di Helgoland |
| Amazone   | 1899         | Germaniawerft di Kiel                | 6 ottobre 1900   | 18 maggio 1901      | radiato dal servizio attivo il 31 marzo 1931 e trasformato in nave caserma, venduto per la demolizione nel 1954 |
| Medusa    | 1900         | AG Weser di Brema                    | 5 dicembre 1900  | 26 luglio 1901      | radiato dal servizio attivo il 29 marzo 1929 e trasformato in batteria antiaerea galleggiante, autoaffondato il 3 maggio 1945 nel porto di Wilhelmshaven                                                                            |
| Frauenlob | 1901         | AG Weser di Brema                    | 22 marzo 1902    | 17 febbraio 1903    | affondato da unità navali britanniche il 31 maggio 1916 durante la battaglia dello Jutland |
| Arcona    | 1901         | AG Weser di Brema                    | 22 aprile 1902   | 12 maggio 1903      | radiato dal servizio attivo il 15 gennaio 1930 e trasformato prima in nave caserma e poi in batteria antiaerea galleggiante, autoaffondata il 3 maggio 1945 nel porto di Brunsbüttel                                                |
| Undine    | 1901         | Howaldtswerke-Deutsche Werft di Kiel | 11 dicembre 1902 | 5 gennaio 1904      | affondato da un sommergibile britannico il 7 novembre 1915 nel mar Baltico |